# ねぎ焼き

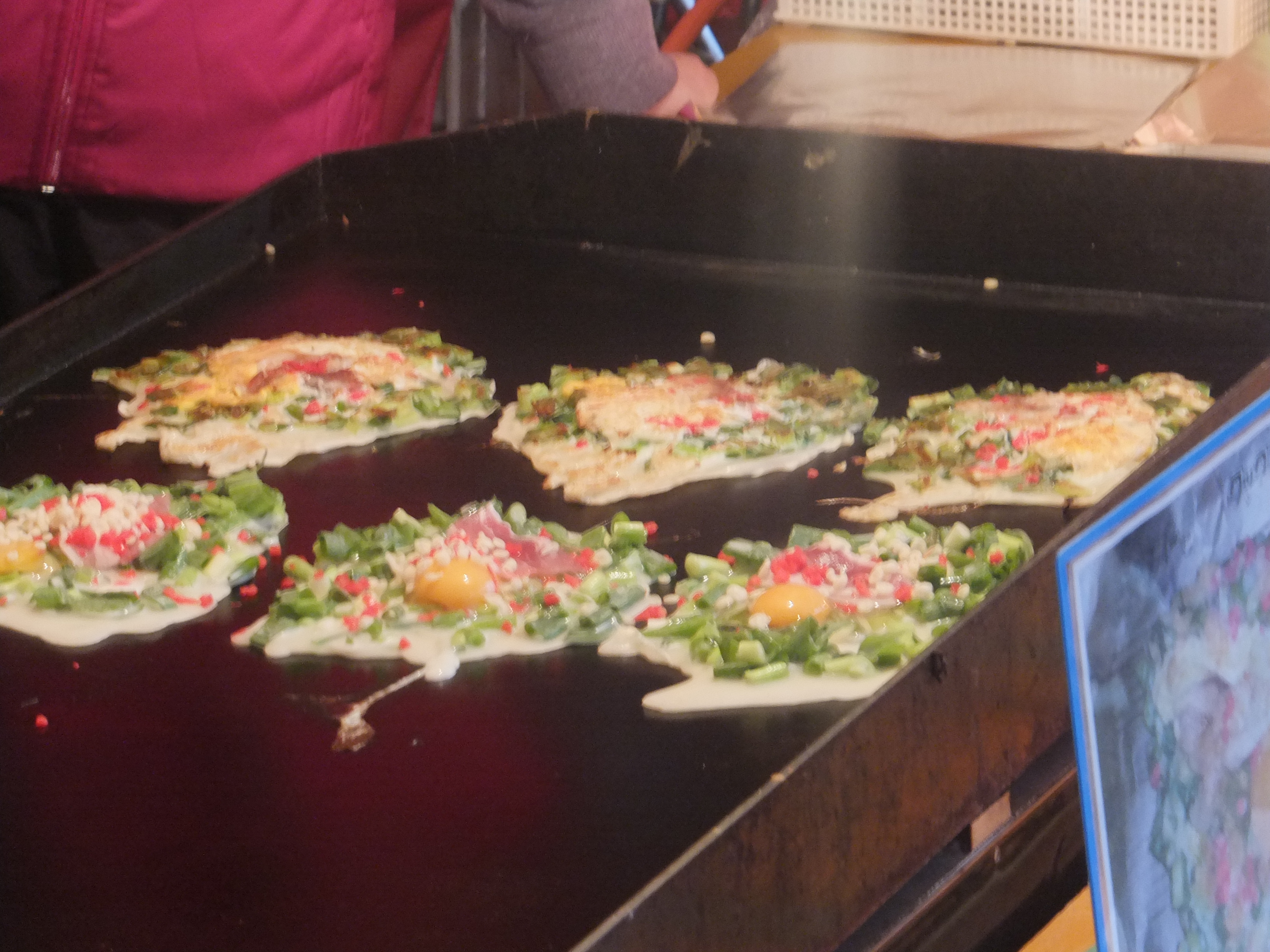
ねぎ焼き

ねぎ焼き（ねぎやき）とは、近畿地方にみられるお好み焼き類似料理である。水に溶いた小麦粉を生地として用いるが、一般的なお好み焼きとは異なりキャベツではなく青ねぎを刻んだものを大量に使用する。
なお、東京にも同名のメニューが存在するが、こちらは青ねぎではなく白ねぎを使用し、ねぎ以外の具材がほとんど入らない混ぜ焼きのお好み焼きを意味する。

## 具と味付け
具材はすじこん（牛すじとこんにゃくの煮込み）が一般的で、卵が追加される場合もある。甘いお好み焼きソースが開発される以前の料理であるため、伝統的に醤油やポン酢、あるいはさらっとしたウスターソースを用いる地域が多い。神戸では戦前よりどろソースが使用されていた。

## 歴史
今日のお好み焼きのルーツのひとつとされる料理であり、キャベツが主材として使用されるようになる以前の洋食焼きのスタイルである。神戸のにくてんや京都のベタ焼きなどにその原型がよく残されている。
大阪市淀川区のお好み焼き店が、「ねぎ焼」という表記で1994年に商標登録している。

## 作り方
伝統的にはにくてんや一銭洋食、広島風お好み焼きなどと同様に、丸く焼いた生地の上に山盛りの青ねぎと具を載せ、その上からつなぎにする生地をかけてひっくり返す「のせ焼き」であるが、ねぎを生地に混ぜ込んだ「混ぜ焼き」をねぎ焼として提供する店もある。キャベツを少量加える店やキャベツとねぎを半々に混合する店もあり、店や地域によって様々である。